# Oumou Soumaré (femme politique)
Pour les articles homonymes, voir Oumou Soumaré.
Oumou Soumaré Traoré est une femme politique malienne, membre de l'Alliance pour la démocratie au Mali-Parti africain pour la solidarité et la justice (ADEMA-PASJ).

## Carrière
Elle remporte les élections législatives maliennes de 2013 dans le district de Nara.
Elle est à nouveau élue députée à l'Assemblée nationale dans le cercle de Nara aux élections législatives maliennes de 2020. Elle est nommée 2e secrétaire parlementaire du bureau de l'Assemblée nationale. L'Assemblée nationale est dissoute le 19 août 2020 après un coup d'État.